# یک نفر، یک زبان
روش "یک نفر یک زبان" راهی است پرطرفدار برای پدر و مادرانی که می‌خواهند فرزندانشان را به‌طور همزمان دو زبانه بزرگ کنند. با روش "یک فرد یک زبان" هر کدام از والدین همیشه، تنها با یکی از این دو زبان با کودک صحبت می‌کند. برای نمونه، مادر کودک با او فقط و فقط به فرانسه سخن می‌گوید، در حالی که پدر او تنها به زبان انگلیسی با او حرف می‌زند.

## استدلال
به‌طور سنتی، «یک نفر، یک زبان» به عنوان بهترین روش برای آموزش دو زبانهٔ بدون سردرگمی شناخته شده است. واژهٔ «یک نفر، یک زبان» برای نخستین بار توسط زبان‌شناسی فرانسوی به نام موریس گرامُن در سال ۱۹۰۲ به کار برده شد. او استدلال می‌کرد که با جدا کردن زبان از همان آغاز، پدر و مادر می‌توانند از سردرگمی و درهم‌آمیختگی ساختار زبان در کودکان دوزبانه جلوگیری کرد.
جورج ساندرز در کتاب خود به نام «کودکان دوزبانه» نوشت: از زمان تولد تا نوجوانی، روش «یک نفر، یک زبان» تضمین می‌کند که فرزندان به‌طور یکنواخت در معرض هر کدام از زبان‌ها هستند و باید آن زبان را به کار ببرند. این موضوع، به ویژه برای زبان‌های اقلیت که کمتر از محیط پیرامونی پشتیبانی می‌شنوند، مهم است.